# Karszt- és Barlangkutatási Tájékoztató

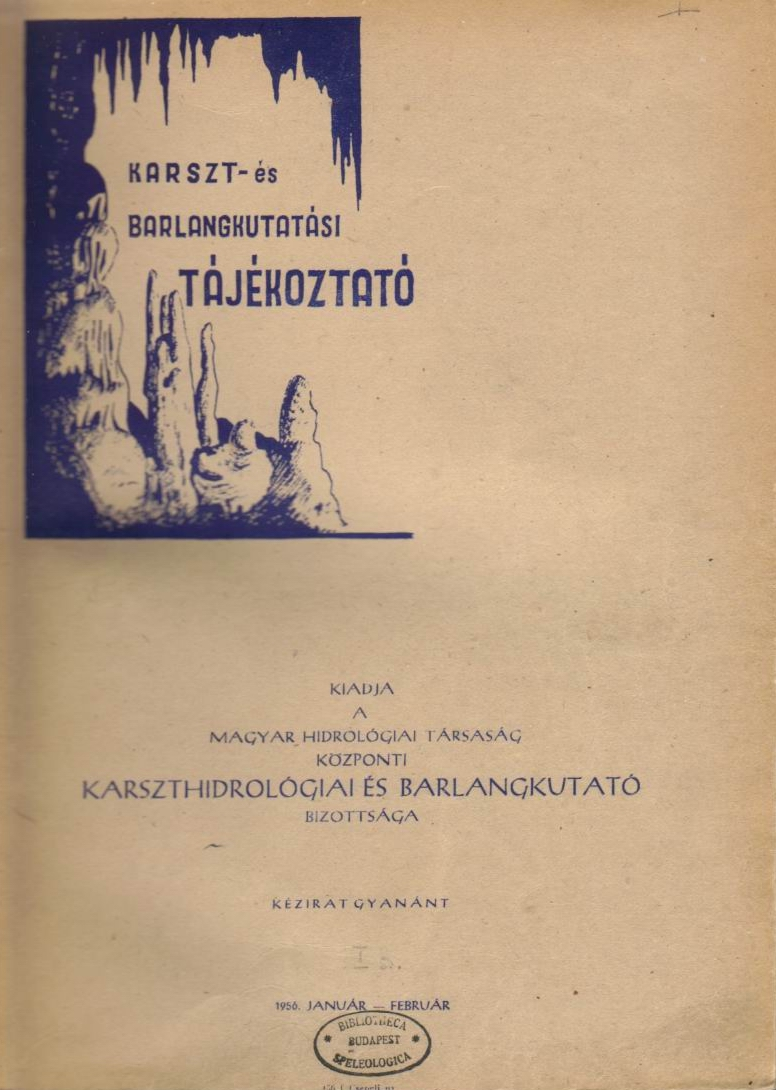
A Karszt- és Barlangkutatási Tájékoztató első füzetének címlapja (1956. január–február)

A Karszt- és Barlangkutatási Tájékoztató a Magyar Hidrológiai Társaság Központi Karszthidrológiai és Barlangkutató Bizottsága, majd később a Magyar Karszt- és Barlangkutató Társulat által kiadott folyóirat volt. 1956-tól 1974-ig jelent meg.

## Története
A Magyar Hidrológiai Társaság Központi Karszthidrológiai és Barlangkutató Bizottsága által alapított folyóirat az 1956. évi január–februári füzetével indult útjára „kézirat gyanánt”. Az első füzet Kessler Hubert „Beköszöntő” című írásával kezdődött. A kiadvány ekkor az újraszerveződött magyar barlangkutatás egyetlen írott közlési formája volt és 1975-ig 91 füzetben jelent meg a négytől a csaknem száz oldalasig változó terjedelemben. A kiadványt az 1958 végén alakult Magyar Karszt- és Barlangkutató Társulat átvette és 1959 szeptemberétől a lap megszüntetéséig kiadta. A folyóirat valóban tájékoztatott, például a felfedezések leírásával, szakcikkekkel, a barlangkutatás technikájával, előadásokkal, programok meghirdetésével és lapszemlékkel foglalkozott.
Stencilezett, majd 1961-től rotaprint sokszorosításban, A/4 formátumban került a tagsághoz. Kerekítve összesen 2800 oldal, az MKBT kiadásában pedig 2600 oldal jelent meg. Az éves teljesítmények rendkívüli ingadozásának okait a mindenkori szerkesztők tudnák csak elmesélni.
1974-ben a Társulat felügyeleti szerve, az MTESZ „központi irányelvek” alapján úgy döntött, hogy a költségek csökkentése érdekében egy-egy tagegyesület számára legfeljebb két kiadvány fenntartását engedélyezi. A Karszt- és Barlangkutatást és a Karszt és Barlangot, a társulat tudományos fórumait nem lehetett feladni. A Karszt- és Barlangkutatási Tájékoztató vált a három kiadvány közül az áldozattá. A helyét a tagságnak kiküldött eseti levelek és meghívók töltötték be (lásd MKBT Meghívó), valamint az MKBT Meghívóval párhuzamosan a Beszámoló a Magyar Karszt- és Barlangkutató Társulat tevékenységéről című kiadvány.
A felelős kiadója Dr. Hegedűs Gyula volt 1959-től – ekkortól volt impresszum feltüntetve a folyóiraton – 1970-ig.

## Adatok
A Magyar Hidrológiai Társaság Központi Karszthidrológiai és Barlangkutató Bizottsága kiadásában:
1956 (3 füzet, 91 old.)
- január–február Szerkesztő: Kessler Hubert
- március–június Szerkesztő: Kessler Hubert
- július–december Szerkesztő: Kessler Hubert

1957 (2 füzet, 97 old.)
- január–június Szerkesztő: Bertalan Károly
- július–december Szerkesztő: Maucha László

1958 (1 füzet, 41 old.)
- január–június Szerkesztő: Maucha László

A Magyar Karszt- és Barlangkutató Társulat kiadásában:
1959 (5 füzet, 191 old.)
- február Szerkesztő: Balázs Dénes. Ezt a számot Bertalan Károly nem tartja a sorozat részének kis terjedelme miatt (4 oldal). Viszont később is jelentek meg ilyen terjedelmű füzetek (pl. az 1969. év 7 száma – mindegyik 4 oldal). Kordosék és Kósa már beleveszi a sorozatba. A szóban forgó kiadvány egyébként úgy tűnik végleg az enyészeté lett – sem az MKBT Könyvtárában, sem máshol nem sikerült még ezidáig fellelni belőle egy példányt sem.
- szeptember Szerkesztő: Balázs Dénes
- október Szerkesztő: Balázs Dénes
- november Szerkesztő: Balázs Dénes
- december Szerkesztő: Balázs Dénes

A Magyar Karszt- és Barlangkutató Bizottság kiadásában:
1960 (9 füzet, 646 old.)
- január–február Szerkesztő: Balázs Dénes
- március Szerkesztő: Balázs Dénes
- április Szerkesztő: Balázs Dénes
- május Szerkesztő: Balázs Dénes
- június Szerkesztő: Balázs Dénes
- július–augusztus Szerkesztő: Balázs Dénes
- szeptember–október Szerkesztő: Balázs Dénes
- november Szerkesztő: Balázs Dénes
- december Szerkesztő: Balázs Dénes

1961 (11 füzet, 153 old.)
- január–február Szerkesztő: Barátosi József
- március Szerkesztő: Barátosi József
- április Szerkesztő: Barátosi József
- május Szerkesztő: Barátosi József
- június Szerkesztő: Barátosi József
- július–augusztus Szerkesztő: Barátosi József
- szeptember Szerkesztő: Barátosi József
- október Szerkesztő: Barátosi József
- november Szerkesztő: Barátosi József
- december Szerkesztő: Barátosi József
- Tárgymutató Szerkesztő: Barátosi József

A Magyar Karszt- és Barlangkutató Társulat kiadásában:
1962 (7 füzet, 200 old.)
- január–február Szerkesztő: Barátosi József
- március Szerkesztő: Dénes György
- IV. Szerkesztő: Dénes György
- V. Szerkesztő: Dénes György
- VI–VII. Szerkesztő: Dénes György
- VIII–X. Szerkesztő: Dénes György
- Tartalomjegyzék Szerkesztő: Dénes György

1963 (7 füzet, 200 old.)
- I–II. Szerkesztő: Dénes György
- III. Szerkesztő: Dénes György
- 4–5. Szerkesztő: Dénes György
- 6. Szerkesztő: Dénes György
- 7–8. Szerkesztő: Dénes György
- 9. Szerkesztő: Dénes György
- Tartalomjegyzék Szerkesztő: A Pannonhalmi "Rómer Flóris" Barlangkutató Csoport

1964 (7 füzet, 200 old.)
- 1. Szerkesztő: Dénes György
- 2–3. Szerkesztő: Dénes György
- 4. Szerkesztő: Dénes György
- 5–6. Szerkesztő: Hazslinszky Tamás
- VII–VIII. Szerkesztő: Hazslinszky Tamás
- IX–X. Szerkesztő: Hazslinszky Tamás
- Tartalomjegyzék Szerkesztő: A Pannonhalmi Gimnázium "Rómer Flóris" Barlangkutató Csoport

1965 (3 füzet, 116 old.)
- 1–2. Szerkesztő: Hazslinszky Tamás
- 3–4. Szerkesztő: Hazslinszky Tamás
- 5–6. Szerkesztő: Hazslinszky Tamás

1966 (1 füzet, 39 old.)
- 1. Szerkesztő: Dénes György, Hazslinszky Tamás

1967 (1 füzet, 46 old.)
- 1. Szerkesztő: Dénes György, Hazslinszky Tamás

1968
- Nem került kiadásra.

1969 (7 füzet, 28 old.)
- 1. Felelős szerkesztő: Csekő Árpád, Dénes György
- 2. Felelős szerkesztő: Csekő Árpád, Dénes György
- 3. Felelős szerkesztő: Csekő Árpád, Dénes György
- 4. Felelős szerkesztő: Csekő Árpád, Dénes György
- 5. Felelős szerkesztő: Csekő Árpád, Dénes György
- 6. Felelős szerkesztő: Csekő Árpád, Dénes György
- 7. Felelős szerkesztő: Csekő Árpád, Dénes György

1970 (6 füzet, 52 old.)
- 1. Felelős szerkesztő: Dénes György, Székely Kinga
- 2. Felelős szerkesztő: Dénes György, Székely Kinga
- 3. Felelős szerkesztő: Dénes György, Székely Kinga
- 4. Felelős szerkesztő: Dénes György, Székely Kinga
- 5. Felelős szerkesztő: Dénes György, Székely Kinga
- 6. Felelős szerkesztő: Dénes György, Székely Kinga

1971 (6 füzet, 122 old.)
- 1. Felelős szerkesztő: Dénes György, Székely Kinga
- 2. Felelős szerkesztő: Dénes György, Székely Kinga
- 3. Felelős szerkesztő: Dénes György, Székely Kinga
- 4. Felelős szerkesztő: Dénes György, Székely Kinga
- 5. Felelős szerkesztő: Dénes György, Székely Kinga
- 6. Felelős szerkesztő: Dénes György, Székely Kinga

1972 (7 füzet, 177 old.)
- 1. Felelős szerkesztő: Dénes György, Székely Kinga
- 2. Felelős szerkesztő: Dénes György, Székely Kinga
- 3. Felelős szerkesztő: Dénes György, Székely Kinga
- 4. Felelős szerkesztő: Dénes György, Székely Kinga
- 5. Felelős szerkesztő: Dénes György, Székely Kinga
- 6. Felelős szerkesztő: Dénes György, Székely Kinga
- 7. Felelős szerkesztő: Dénes György, Székely Kinga

1973 (4 füzet, 181 old.)
- 1. Szerkesztő: Dénes György, Székely Kinga
- 2. Szerkesztő: Dénes György, Székely Kinga
- 3. Felelős szerkesztő: Bárczy Éva, Dénes György, Sohár István
- 4. Szerkesztő: Bárczy Éva, Dénes György, Sohár István

1974 (4 füzet, 231 old.)
- 1. Szerkesztő: Dénes György
- 2. Szerkesztő: Dénes György
- 3–4. Felelős szerkesztő: Böcker Tivadar
- 5–6. Felelős szerkesztő: Böcker Tivadar

## Mutatók
Az 1956-tól 1959-ig megjelent tíz füzet füzetenkénti tartalomjegyzékét Bertalan Károly állította össze tárgymutatóval és barlangnévmutatóval, amely 1960-ban jelent meg nyomtatásban. Az 1961. évi évfolyam tárgymutatóját, barlangnévmutatóját (ezt regionális szpeleológia néven) és szerzői névmutatóját Balázs Dénes készítette el, amely egy önálló füzetként jelent meg a Tájékoztató 1961. évi évfolyamában. Az 1962. évi évfolyam tárgymutatója, szerzői névmutatója és barlangnévmutatója (az utóbbi regionális szpeleológia néven) Szentes György munkája és ez is egy önálló füzetben jelent meg a folyóirat 1962. évi évfolyamában. A Pannonhalmi Rómer Flóris Barlangkutató Csoport munkaközössége állította össze az 1963. évi évfolyam tárgymutatóját, szerzői névmutatóját és barlangnévmutatóját (az utóbbit regionális szpeleológia néven) és azok egy külön füzetben láttak napvilágot a kiadvány 1963. évi évfolyamában. Az 1964. évi évfolyamot a Pannonhalmi Gimnázium Rómer Flóris Barlangkutató Csoport munkaközössége dolgozta fel (tárgymutató, szerzői névmutató és barlangnévmutató – az utóbbi regionális szpeleológia néven). Az évfolyam feldolgozása megjelent a periodika 1964. évi évfolyamában, annak egyik külön füzeteként.

## Online elérhetőség
- Magyar Elektronikus Könyvtár Elektronikus Periodika Archívum